# Hexatoma azrael
Hexatoma azrael är en tvåvingeart som beskrevs av Alexander 1943. Hexatoma azrael ingår i släktet Hexatoma och familjen småharkrankar. Inga underarter finns listade i Catalogue of Life.